# Jean-Michel Girard
Pour les articles homonymes, voir Girard.
Jean-Michel Girard, né en 1948, est un prêtre catholique suisse membre des Chanoines réguliers du Grand-Saint-Bernard. Il est prévôt de cette congrégation de 2014 à 2023. De septembre 2022 à 2023, il assure la présidence de l’Union des supérieurs majeurs religieux de Suisse.
En 2023, le pape le nomme administrateur apostolique de l'abbaye territoriale de Saint-Maurice à la suite du retrait successif de son abbé et de son prieur.

## Biographie

### Vie religieuse
Jean-Michel Girard est né en 1948. Il entre comme novice au sein de la congrégation des chanoines réguliers du Grand-Saint-Bernard et y prononce ses vœux religieux en 1968. Six ans plus tard, en 1974, il est ordonné prêtre.
Il est alors le prieur de l’hospice du Grand-Saint-Bernard de 1980 à 1992, puis le curé des paroisses de Martigny de 1992 à 2004 et d’Orsières de 2004 à 2015 dans le canton du Valais.

### Prévôt du Grand-Saint-Bernard
Le 29 octobre 2014, lors du chapitre de sa congrégation qui se tient à Martigny en présence d'une quarantaine de membres, Jean-Michel Girard est élu prévôt et entre en fonction à cette même date,. Il est consacré 4 janvier 2015 à Martigny. Le siège de prévôt sera donc resté sede vacante un mois, du 28 septembre 2014, date de l'installation de Jean-Marie Lovey comme évêque de Sion, au 29 octobre de la même année. 
Le 11 octobre 2016, Jean-Michel Girard, Prévôt du Grand-Saint-Bernard, est élu 10e Abbé Primat de la confédération  des chanoines réguliers de saint Augustin pour une durée de 6 ans,, succédant à Bernhard Backovsky (de). À l'issue de cette période, Jean Scarcella lui succède en août 2022,.
Un enseignant, membre des chanoines du Grand-Saint-Bernard ayant reconnu des attouchements sexuels sur un enfant dans les années 1980, concélèbre une messe d’ordination en août 2022. À la suite de protestations, dont celle de la victime alléguée, Jean-Michel Girard et l'évêque Jean-Marie Lovey présentent leurs excuses.
Du 1er septembre 2022 à l'été 2023, Jean-Michel Girard assure la présidence de l’Union des supérieurs majeurs religieux de Suisse,.
Le 19 avril 2023, Jean-Pierre Voutaz le remplace à la tête de la congrégation.

### Administrateur de Saint-Maurice
Le 28 novembre 2023, le pape François le nomme administrateur apostolique de l'abbaye territoriale de Saint-Maurice, à la suite des mises en retrait successives du père-abbé Jean Scarcella puis du prieur Roland Jaquenoud. Jean Scarcella reprend sa charge d'abbé le 9 mars 2025.

## Publication
- La Mort chez Saint-Augustin : Grande ligne de l'évolution de sa pensée telle qu'elle apparait dans ses traités, Fribourg, Éditions universitaires de Fribourg, 1992 (ISBN 2-8271-0594-2)